# Francisco Villa (Guano Solo)
Francisco Villa är en ort i Mexiko.   Den ligger i kommunen Centla och delstaten Tabasco, i den sydöstra delen av landet, 700 km öster om huvudstaden Mexico City. Francisco Villa ligger 4 meter över havet och antalet invånare är 322.
Terrängen runt Francisco Villa är mycket platt. Havet är nära Francisco Villa norrut. Runt Francisco Villa är det ganska glesbefolkat, med 32 invånare per kvadratkilometer. Närmaste större samhälle är Ignacio Zaragoza, 4,3 km sydväst om Francisco Villa. Omgivningarna runt Francisco Villa är en mosaik av jordbruksmark och naturlig växtlighet.